# B̄
B̄ (minuskule b̄) je speciální znak latinky, který se nazývá B s vodorovnou čárkou. Tento znak se používá pouze v jazyce kire, který se používá se na Papui Nové Guiney. Také se používá v některých přepisech arabštiny do latinky.

## Unicode
V Unicode mají písmena B̄ a b̄ tyto kódy:
- B̄ <U+0043, U+0304>

- b̄  <U+0063, U+0304>